# Giovanni VI di Bretagna
Pietro di Bretagna il cui nome, per volere del padre, fu cambiato in Giovanni di Bretagna (Vannes, 24 dicembre 1389 – Nantes, 29 agosto 1442) fu duca di Bretagna, conte di Montfort e titolare del contado di Richmond dal 1399 fino alla sua morte.

## Origine
Secondo il Chronicum Britanicum Pietro (Giovanni) era il figlio maschio primogenito del Duca di Bretagna, Conte di Montfort e Conte di Richmond, Giovanni V e di Giovanna di Navarra, futura Duchessa reggente di Bretagna e futura regina consorte d'Inghilterra, che ancora secondo il Chronicum Britanicum era la sesta (quarta femmina) figlia del re di Navarra, Carlo II il Malvagio e della moglie, principessa della casa reale francese Giovanna di Francia, sorella del re di Francia, Carlo V, la settima figlia del re di Francia, Giovanni II il Buono e di Bona di Lussemburgo.
Giovanni V di Bretagna, secondo le Mémoires pour servir de preuves à l'Histoire ecclésiastique et civile de Bretagne, Tome I, era l'unico figlio maschio del Conte di Richmond, duca pretendente di Bretagna e conte di Montfort, Giovanni IV e della moglie, Giovanna, figlia del Conte di Nevers, Luigi I, e della moglie, la Contessa di Rethel, Giovanna, come conferma la Continuation anonyme de la Chronique de Jean de S. Victor, pur senza nominarla, ricorda che la contessa Giovanna, dopo essere rimasta vedova, rientrò nella contea di Bethel, e ricevette in dote metà della contea di Nevers.
 Giovanna di Rethel (morta nel 1325), figlia di Ugo IV, Conte di Rethel, e di Isabella di Grandpré.

## Biografia
Pietro (nominatum fui Petrus) nacque in un castello di Vannes (in castro de Hermina Venetis) il 24 dicembre (in vigilia nativitatis Domini) 1389 da Giovanna di Navarra (Johanna filia regis Navarræ ducissa Britanniæ). Nel giorno del battesimo il padre gli conferì il titolo di Conte di Montfort (comitatum Montisfortis). Pietro era il figlio termogenito, essendo nate prima di lui due femmine (duas filias).
Nel 1396, per rafforzare la rappacificazione tra suo padre, Giovanni V ed il re di Francia, Carlo VI, fu confermato il contratto di matrimonio tra il maschio primogenito di Giovanni, Pietro (che il padre volle ribattezzare col nome di Giovanni), e Giovanna, una delle figlie di Carlo VI.
Suo padre, Giovanni V, morì nel 1399; il Chronicon Britanicum riporta la morte di Giovanni (Johannes Britanniæ dux) il 2 novembre (II mensis novembris) 1399 (MCCCXCIX), a Nantes (in castro de turre nova Nannetensi) e fu sepolto nella chiesa di San Pietro a Nantes (in choro ecclesiæ B. Petri Nannetensis).
Dopo la morte di Giovanni V, il re di Francia Carlo VI, ottenne la tutela di tutti i figli di Giovanni, i quali erano tutti ancora minorenni, incluso il nuovo duca Giovanni VI.
All'età di circa undici anni, Giovanni (Pietro) fu incoronato duca di Bretagna, nella cattedrale di Rennes col nome di Giovanni VI, sotto la tutela del duca di Borgogna, Filippo II l'Ardito, mentre la madre, Giovanna era reggente del ducato. Diventato duca così giovane egli all'inizio beneficiò, oltre che della tutela materna, di quella di Filippo II l'Ardito, che compiva razzie fra le isole di Jersey e Guernsey.
Nel 1402, sua madre, Giovanna venne chiesta in moglie dal re d'Inghilterra, Enrico IV di Bolingbroke, il figlio quartogenito del duca di Lancaster e futuro duca d'Aquitania, Giovanni Plantageneto e di Bianca di Lancaster, figlia di Enrico Plantageneto, I duca di Lancaster e di Isabella di Beaumont, che, da alcuni anni, era vedovo della prima moglie, Maria di Bohun (circa 1368 – 4 giugno 1394).
Il matrimonio venne celebrato nel 1403, come viene riportato dal Chronicon Adae de Usk, A.D. 1377-1421.
Raggiunta la maggior età, governò direttamente il suo ducato, mantenendo buoni rapporti con Olivier V de Clisson, un antico nemico di suo padre, ma che dal 1397 si era trasferito in Bretagna.
A differenza di suo padre Giovanni aveva ereditato un ducato in pace, la Guerra di successione bretone era finita da più di un ventennio e le conquiste militari del padre, oltre che l'uso della diplomazia, promettevano un futuro tranquillo. Tuttavia i nemici storici della sua famiglia, i conti di Penthièvre, continuarono a complottare contro di lui. I conti di Penthiévre erano usciti perdenti dalla guerra di successione nella quale avevano reclamato il ducato per sé, ponendosi contro Giovanni di Montfort, nonno di Giovanni (Pietro); la guerra era finita nel 1364, quando suo padre, Giovanni V, figlio di Giovanni di Montfort, aveva sconfitto il conte Carlo di Blois, che, alla Battaglia di Auray, era morto. La sua vedova Giovanna di Penthièvre fu forzata a firmare il Primo trattato di Guérande del 1365 nel quale i Penthièvre si impegnavano a riconoscere il diritto dei Montfort alla guida del ducato, ma se questi non avessero avuto eredi maschi il ducato sarebbe tornato in mano ai Penthièvre stessi.
Dopo la morte del Duca d'Orléans, Luigi I di Valois-Orléans, fatto uccidere, 1407, dal nuovo duca di Borgogna, Giovanni senza Paura, Giovanni si legò al partito degli orleanisti, prima, facendo un'alleanza, nel 1408, col conte d'Armagnac e di Fezensac, Bernardo VII (l'anno precedente il figlio di Bernardo VII, Giovanni aveva sposato Bianca, la sorella di Giovanni), e poi si legò al nuovo duca d'Orléans, Carlo.
Inoltre Giovanni doveva assicurare la pace alla sua terra mentre Enrico V d'Inghilterra si apprestava ad invadere la Francia nel 1415.
Quando Enrico invase la Francia Giovanni si alleò inizialmente con i francesi, tuttavia egli non partecipò alla Battaglia di Azincourt dell'ottobre 1415 e la confusione che si generò dopo la sua conclusione gli permise di assediare Saint-Malo che era stata annessa alla Francia. Seguendo poi le orme paterne Giovanni scelse una politica elastica cambiando costantemente alleato dai francesi agli inglesi e viceversa:
- nel periodo 1417 - 1418, mentre il re d'Inghilterra, Enrico V di Monmouth, conquista tutta la Normandia, Giovanni, chiede ed ottiene da Enrico una tregua speciale[18], di modo che la Bretagna non viene coinvolta nella guerra.
- Nel 1420 Giovanni firmò il Trattato di Troyes che permetteva a Enrico di dichiararsi erede al trono di Francia, appoggiato dal fratello Arturo III di Bretagna, Conte titolare di Richmond[19], che aveva combattuto per i francesi, ed era stato fatto prigioniero dagli inglesi, ad Azincourt.
In ogni caso a dispetto dei trattati e delle sconfitte militare i conti di Penthièvre non si erano rassegnati e, sempre in quell'anno, cercarono in ogni modo di conquistare il ducato: essi invitarono Giovanni a una manifestazione presso Loroux e lì lo arrestarono[20]. Essi diffusero poi la voce che egli era morto e gli cambiarono prigione giornalmente per rendere difficile la sua localizzazione. La moglie di Giovanni, Giovanna di Valois, chiamò i nobili bretoni a raccolta, essi risposero e, saputo che era detenuto nel castello di Châtonceaux, lo assediarono e Giovanni fu liberato[20]; Giovanna di Valois aveva costretto la contessa Marguerite de Clisson a liberare suo marito e, dopo che Giovanni era stato liberato la cittadella di Châtonceaux venne distrutta e il suo nome cambiato in Champtoceaux. Quale conseguenza del fallito rapimento, Giovanni, nel 1420, assunse il titolo di conte di Penthièvre[20]. Inoltre i Montfort reagirono asserendo che i termini del trattato di Guérende, concepito per favorire gli eredi dei Penthièvre, non erano più percepiti come validi e non si sarebbero mai sentiti in obbligo di cedere loro il ducato. Questo fece sì che, verso la fine del secolo, esso poté essere ereditato da Anna di Bretagna.
- Per un certo periodo, nel 1421, Giovanni VI si allineò col delfino di Francia, il futuro re di Francia, Carlo VII[21].
- Dopo la morte di Enrico V d'Inghilterra (agosto 1422), i rapporti tra il duca di Bretagna e gli inglesi si raffreddarono[22], e Giovanni VI ed il fratello Arturo, si riavvicinarono al delfino, e dopo la morte di Carlo VI, si schierarono apertamente con Carlo VII[22], detto Roi de Bourges, tanto che, nel 1425, Carlo VII, consegnò a suo fratello Arturo la spada di Connestabile di Francia[22].

Nel 1424 Giovanni II d'Alençon venne catturato dagli inglesi e vendette il proprio feudo di Fougères a Giovanni per raccogliere i soldi bastanti per il riscatto. Quando questi venne rilasciato i suoi tentativi di riprendersi le terre condussero a uno scontro, Giovanni assediò la fortezza di Pouancé, appartenente agli Alençon, nel 1432 e la pace venne fatta grazie all'intervento di suo fratello Arturo.
In accordo con il vescovo Jean de Malestroit Giovanni cominciò la costruzione della Cattedrale di Nantes nel 1434.
Giovanni morì il 29 agosto 1442; il Chronicum Britanicum riporta che Giovanni (Johannes dux Britannorum) morì a Nantes (Namnetis), il 28 agosto (die XXVIII Augusti), lasciando tre figli maschi, Francesco, Pietro e Egidio (Francisco, Egidio et Petro), avuti da Giovanna, figlia primogenita del re di Francia Carlo VI (Johanna primogenita Caroli VI, regis Franciae).
Gli succedette il maschio primogenito, Francesco.

## Matrimonio e discendenza
Giovanni nel 1396 aveva sposato Giovanna di Valois, che secondo le Note sur l'état civil des princes et princesses nés de Charles VI et d'Isabeau de Bavière era figlia del re di Francia, Carlo VI, e di Isabella di Baviera, appartenente al casato dei Wittelsbach, era la secondogenita di Stefano III di Baviera-Ingolstadt (Herzog Stephan von Bayern sein Tochter) e di Taddea Visconti, figlia di Bernabò (dieselbe junckfrau war Hern Barnabos von Meyland Enkelin), come viene confermato dal Nova Subsidia diplomatica ad selecta juris ecclesiastici ..., Volume 10. Il contratto di matrimonio, riportato nelle Mémoires pour servir de preuves à l'Histoire ecclésiastique et civile de Bretagne, Tome II, è datato 1392; il matrimonio fu celebrato due volte, la prima nel 1396, e poi nel 1397, in quanto nella prima dispensa papale non era stato scritto che gli sposi erano minorenni.
Giovanna a Giovanni (Pietro) diede sette figli:
- Anna (1409-dopo il 1415), citata senza essere nominata nel Chronicum Britanicum[3]
- Isabella (1411-1444 circa), sposata, nel 1430 al conte di Laval, barone di Vitré e di La Roche-Bernard, signore di Gâvre, di Acquigny, di Tinténiac, di Montfort e Gaël e di Bécherel, Guido XIV
- Margherita (1412-1421), citata senza essere nominata nel Chronicum Britanicum[3]
- Francesco[23] (1414-1450), Duca di Bretagna[24]
- Caterina (1416-dopo il 1421)
- Pietro[23] (1418-1457), Duca di Bretagna[29]
- Egidio[23] (1420-1450)

## Ascendenza
|                         |                        |                            | Genitori                       |  |  | Nonni |  |  | Bisnonni              |  |  | Trisnonni               |  |
|                         |                        |                            |                                |  |  |       |  |  | Arturo II di Bretagna |  |  | Giovanni II di Bretagna |  |
|                         |                        |                            |                                |  |  |       |  |  | Arturo II di Bretagna |  |  | Giovanni II di Bretagna |  |
|                         |                        | Beatrice d'Inghilterra     |                                |  |  |       |  |  | Arturo II di Bretagna |  |  |                         |  |
| Giovanni IV di Bretagna |                        |                            |                                |  |  |       |  |  | Arturo II di Bretagna |  |  |                         |  |
|                         |                        | Iolanda di Dreux           | Robert IV, conte di Dreux      |  |  |       |  |  |                       |  |  |                         |  |
|                         |                        | Iolanda di Dreux           | Robert IV, conte di Dreux      |  |  |       |  |  |                       |  |  |                         |  |
|                         |                        | Iolanda di Dreux           | Beatrice, contessa di Montfort |  |  |       |  |  |                       |  |  |                         |  |
| Giovanni V di Bretagna  |                        | Iolanda di Dreux           |                                |  |  |       |  |  |                       |  |  |                         |  |
|                         |                        | Luigi I di Nevers          | Roberto III delle Fiandre      |  |  |       |  |  |                       |  |  |                         |  |
|                         |                        | Luigi I di Nevers          | Roberto III delle Fiandre      |  |  |       |  |  |                       |  |  |                         |  |
|                         |                        | Luigi I di Nevers          | Iolanda di Borgogna-Nevers     |  |  |       |  |  |                       |  |  |                         |  |
| Giovanna di Fiandra     |                        | Luigi I di Nevers          |                                |  |  |       |  |  |                       |  |  |                         |  |
|                         |                        | Jeanne, contessa di Rethel | Hugh IV, conte di Rethel       |  |  |       |  |  |                       |  |  |                         |  |
|                         |                        | Jeanne, contessa di Rethel | Hugh IV, conte di Rethel       |  |  |       |  |  |                       |  |  |                         |  |
|                         |                        | Jeanne, contessa di Rethel | Isabelle de Grandpré           |  |  |       |  |  |                       |  |  |                         |  |
| Giovanni VI di Bretagna |                        | Jeanne, contessa di Rethel |                                |  |  |       |  |  |                       |  |  |                         |  |
|                         | Filippo III di Navarra | Luigi d'Évreux             |                                |  |  |       |  |  |                       |  |  |                         |  |
|                         | Filippo III di Navarra | Luigi d'Évreux             |                                |  |  |       |  |  |                       |  |  |                         |  |
|                         | Filippo III di Navarra | Marguerite d'Artois        |                                |  |  |       |  |  |                       |  |  |                         |  |
| Carlo II di Navarra     | Filippo III di Navarra |                            |                                |  |  |       |  |  |                       |  |  |                         |  |
|                         |                        | Giovanna II di Navarra     | Luigi X di Francia             |  |  |       |  |  |                       |  |  |                         |  |
|                         |                        | Giovanna II di Navarra     | Luigi X di Francia             |  |  |       |  |  |                       |  |  |                         |  |
|                         |                        | Giovanna II di Navarra     | Marguerite di Borgogna         |  |  |       |  |  |                       |  |  |                         |  |
| Joana di Navarra        |                        | Giovanna II di Navarra     |                                |  |  |       |  |  |                       |  |  |                         |  |
|                         |                        | Giovanni II di Francia     | Filippo VI di Francia          |  |  |       |  |  |                       |  |  |                         |  |
|                         |                        | Giovanni II di Francia     | Filippo VI di Francia          |  |  |       |  |  |                       |  |  |                         |  |
|                         |                        | Giovanni II di Francia     | Jeanne di Valois               |  |  |       |  |  |                       |  |  |                         |  |
| Jeanne di Valois        |                        | Giovanni II di Francia     |                                |  |  |       |  |  |                       |  |  |                         |  |
|                         |                        | Bona di Lussemburgo        | Giovanni I di Boemia           |  |  |       |  |  |                       |  |  |                         |  |
|                         |                        | Bona di Lussemburgo        | Giovanni I di Boemia           |  |  |       |  |  |                       |  |  |                         |  |
|                         |                        | Bona di Lussemburgo        | Eliška di Boemia               |  |  |       |  |  |                       |  |  |                         |  |
|                         |                        | Bona di Lussemburgo        |                                |  |  |       |  |  |                       |  |  |                         |  |

### Fonti primarie
- (LA)  Rerum Gallicarum et Francicarum Scriptores, tomus XXI.
- (LA, FR)  Mémoires pour servir de preuves à l´histoire ecclésiastique et civile de Bretagne, Tome I.
- (LA, FR)  Mémoires pour servir de preuves à l´histoire ecclésiastique et civile de Bretagne, Tome II.
- (FR)  Histoire généalogique et chronologique de la maison royale de France, tomus III.
- (DE)  Nova Subsidia diplomatica ad selecta juris ecclesiastici ..., Volume 10.

### Letteratura storiografica
- A. Coville, "Francia: armagnacchi e borgognoni (1380-1422)", cap. XVII, vol. VI (Declino dell'impero e del papato e sviluppo degli stati nazionali) della Storia del Mondo Medievale, 1999, pp. 642–672.
- Joseph Calmette, Il regno di Carlo VII e la fine della guerra dei cent'anni in Francia, cap. XVII, vol. VII (L'autunno del medioevo e la nascita del mondo moderno) della Storia del mondo medievale, 1999, pp. 611–656.
- (FR)  Chronique des règnes de Jean II et de Charles V. Tome 2.
- (FR)  Note sur l'état civil des princes et princesses nés de Charles VI et d'Isabeau de Bavière.